# リムジンバス
リムジンバス（Limousine bus）は、
- リムジン（Limousine）と、バス（Bus）の合成語で、内装が豪華なバスを指し、観光バスなどに供されるバス車両。
- 特に空港とその周辺都市を連絡するバス。空港リムジンバス、エアポートリムジンバス、空港連絡バス、あるいは単にリムジンとも呼ばれる。本項で詳述する。

「リムジンバス」は和製英語であり、英語本来では「limousine」で後者に相当する連絡バス（特に、小型のもの）の意味となる。ただし空港連絡バスに限定されない点が、日本語の意味と異なる。日本のみならず、韓国においても空港連絡バスの名称として通用する。

## 概要
1954年（昭和29年）に設立された東京空港交通が最初に使用したとされている。東京空港交通は当初キャデラックなどの大型乗用車（リムジン）で空港とホテル等を結ぶ定期運航を開始したことから、空港リムジンと呼ばれ、利用が拡大しバス車両で運行されるようになってもリムジンの呼称が残った。また、路線バスより内装が豪華な車両（原義のリムジンバス）を採用したことも名称の由来とされ、各地の空港において後続のバス会社が同様に追随し「リムジンバス」との呼称を用いたことが呼称普及の要因となった。
周辺市町村やホテルと空港を直通運行することによって、鉄道等の利用では乗り換えが発生する地区では高い利便性を発揮する。また、大きな荷物をトランクに預けることができるため、鉄道などの利用にくらべ、荷物を持って移動しなくてもよいメリットもある。さらに多くは鉄道の始発前や終列車後にも設定されており、大抵は国内線の始発便や最終便を利用することが可能である。

## 車両
利用者の多くが、荷物の多い航空機利用者であることを踏まえ、床下トランクルームを備える高速バスタイプの車両が用いられることが多く、トランクルームのない車両では、座席の一部を撤去し、荷物置き場としていることもある。

## 運行形態
距離1 kmあたりの運賃（賃率）は一般路線バスに比べ高く設定されている場合が多い。また渋滞や交通事故などの影響を受けやすいため、鉄軌道に比べ定時性で劣る場合がある。事業者は、高速道路や有料道路、バイパス道路などを活用した路線を設定する上、一部の事業者では路線免許取得時に、高速道路と一般道両方の路線免許を取得し、高速道路通行止めの際にも一般道路に迂回し、時間のロスを最小限にするなどの工夫をしている。東京空港交通では、無線等で運行指令と運転士がやりとりし、さらにロスを少なくする工夫を行っている。
立席での運行が禁止されている高速道路や有料道路を経由するリムジンバスの場合、座席定員を超える輸送ができない。そのため、先着順乗車による座席定員制、事前予約による座席定員制または座席指定制となる。そうでない場合も、リムジンバスに多用される観光バスタイプの車両は立席乗車用のつり革・手すりなどの装備がなく、安全性にも問題があるため、補助席を備えたり、あらかじめ需要に余裕を加えた運行ダイヤにするなどの工夫がなされている。地方空港と都市を結ぶリムジンバスでは、航空ダイヤを考慮したバスダイヤが組まれている場合が多く、その場合は、事前に旅客便の予約状況を確認し、必要に応じてバスを増便したり、予備車両を待機させておくなどの工夫も見られる。
大半の路線が停留所数を絞り込んでいる。また、途中停留所での乗降については、空港行は乗車のみ、空港発は降車のみという制限を設けている路線もある。この理由の1つに、バス路線開設が許認可制だった時代に、並行する鉄道路線や一般路線バスとの需給調整の必要上、既存の鉄道・バス路線との過当競争を避けるため、制限付で認可されていたことがあげられる。現在は規制緩和され、各停留所での乗降扱いも届け出れば法律上は可能であるが、一般路線として免許を取得したものも含め、定時性・速達性確保などの理由から乗降制限のある路線が多くなっている。また、空港発着以外での利用を認めない路線で、発着便数の少ない空港の場合、航空機の運航に時刻を合わせるケースが多く、航空機の到着が遅れた場合は、バスの発車もそれに合わせて遅らせる対応をとることが多い。ただし、女満別空港と網走市内を結ぶ路線や青森空港と弘前市内を結ぶ路線のように、バス時刻を航空便に合わせているものの、途中停留所での乗降（空港利用以外の旅客）も自由にできる路線も存在する。逆に高松空港と徳島県三好市を結ぶ四国交通の路線は途中ことでん綾川駅を経由するものの、香川県内完結となる運送ができないため同駅では空港方面へ（から）の利用ができず、逆方向の三好市方面のみ乗車が可能となっている。
空港に発着、もしくは空港を経由する一般路線バス、空港従業員輸送のため通勤時間帯のみ運行されるバス、規模が大きい空港での空港内（無料）循環バス等、一般にリムジンバスとは呼ばれない空港に乗り入れるバスも存在する。離島の空港など利用者が少ない空港では、リムジンバスがなく、一般の路線バスのみが乗り入れている場合もある。
伊予鉄バスでは、松山観光港と市内を結ぶ「松山観光港リムジンバス」を運行している。リムジンバスの呼称について、船便と航空便の違いはあるが、それらの利用客を送迎するバスという点では同様の意味と捉えることができる。
福岡空港には、「リムジンバス」として運行されるバスは存在せず、福岡市内からの一般路線バスと、九州各地からの一般的な高速バスが乗り入れている。

## 運行会社
東京国際空港、成田国際空港、大阪国際空港、関西国際空港といった首都圏並びに近畿圏の空港については東京空港交通、大阪空港交通、関西空港交通といったリムジンバスの運行を主体とした会社が設立されている。いずれの会社も航空会社・空港周辺を営業区域とする鉄道会社・空港会社等が主要株主となっている。基本的にこれら会社が空港と各地を結ぶリムジンバスの運行に際して、現地の乗合バス事業者と共同運行の形を取っている。かつて鹿児島空港には地方空港で唯一、“鹿児島空港リムジン”というリムジンバス専門のバス会社が存在したが、現在は鹿児島県内のバス会社、いわさきバスネットワークに統合された。
2019年2月1日には、全国各地の空港リムジンバス運行会社12社による事業連携や共同プロモーションなどを目的として「空港アクセスバス・アライアンス」が設立され、8月からは加盟社数を31社へと伸ばし20の空港へ運行している。
その他のリムジンバス運行会社については、日本の空港より各空港項目の空港アクセスに関する記述または各バス事業者の営業所記事などを参照されたい。

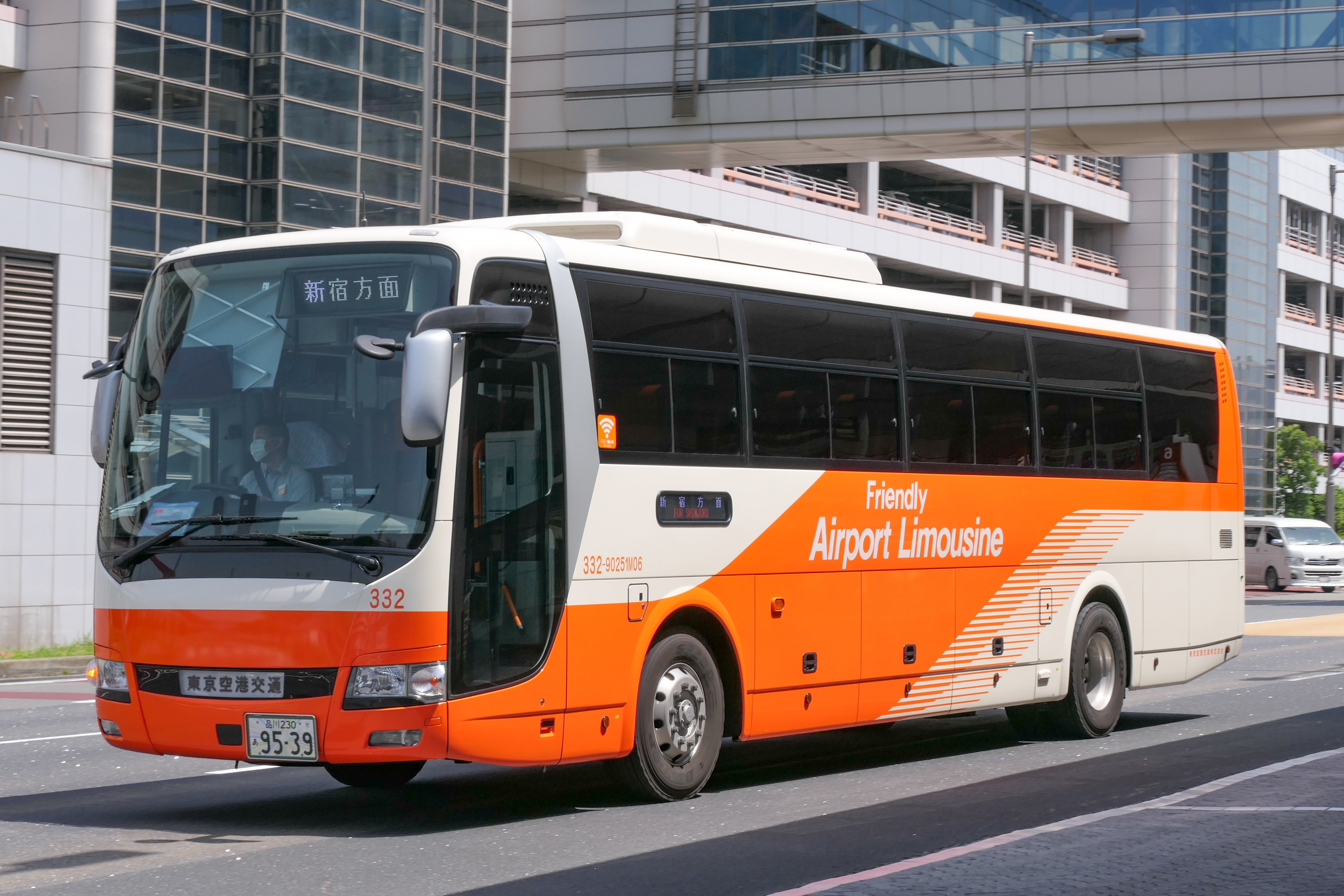
東京空港交通
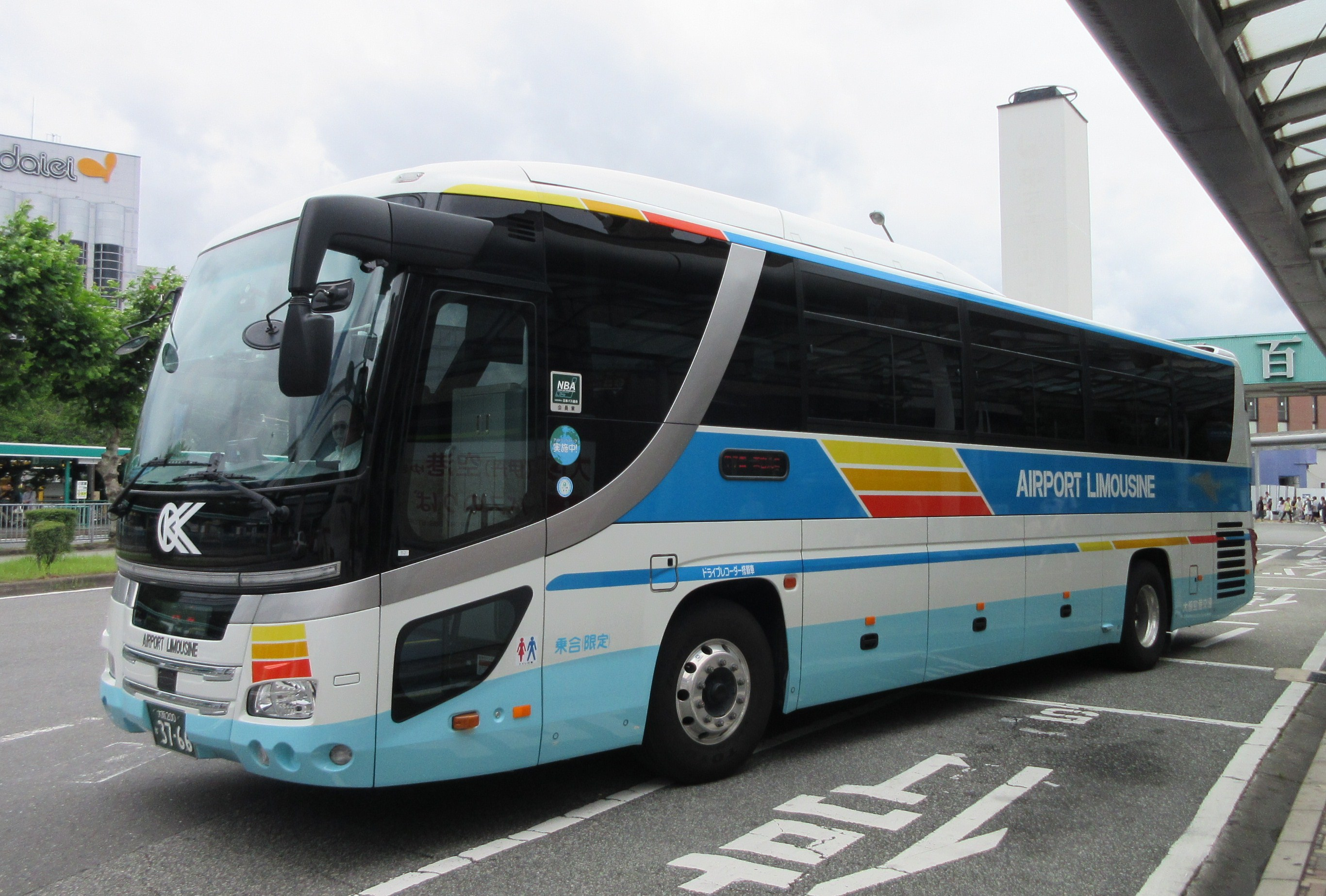
大阪空港交通
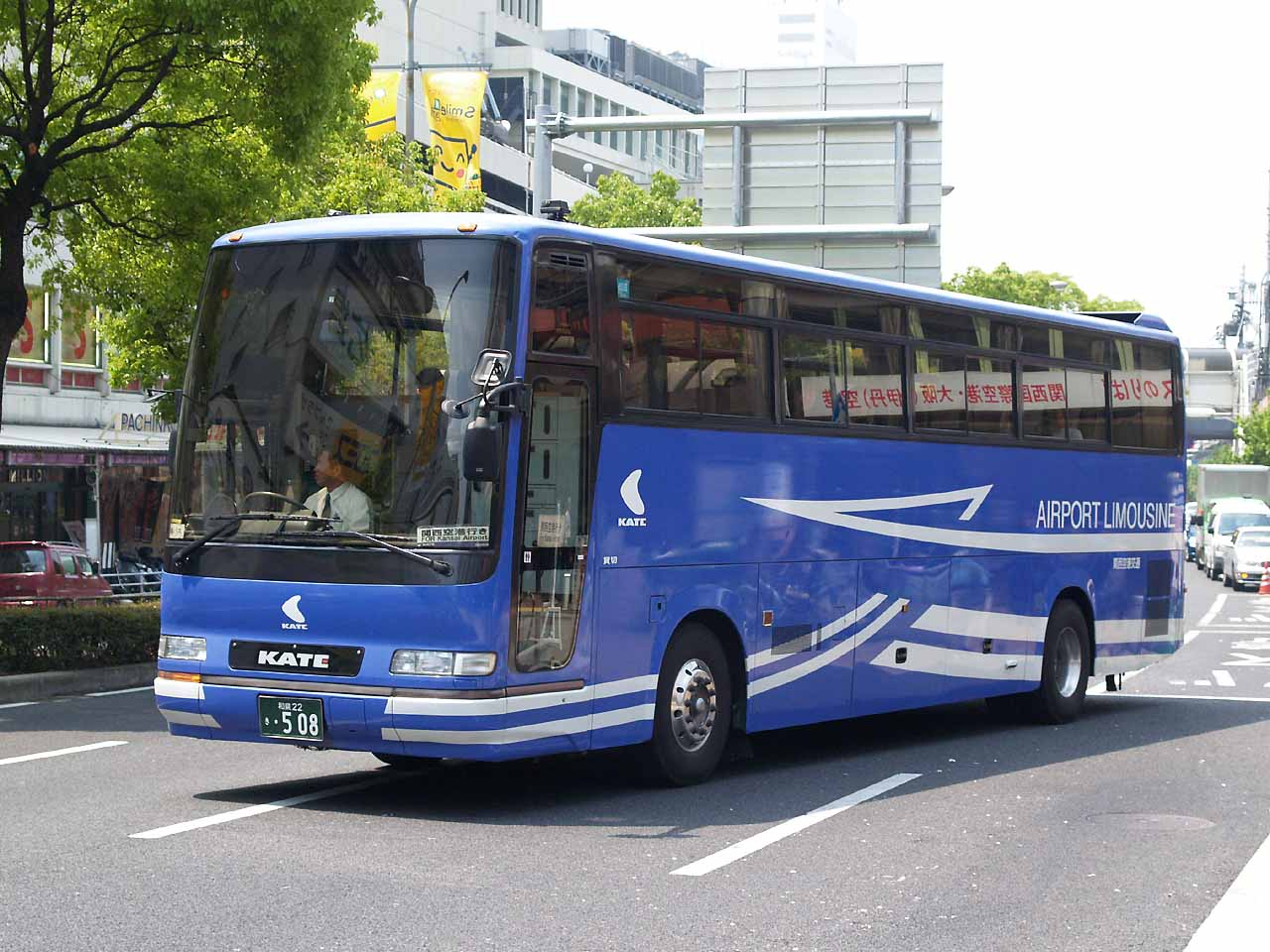
関西空港交通